# Tigre et Dragon (jeu vidéo)
Pour le film sur lequel le jeu est basé, voir Tigre et Dragon.
Tigre et Dragon (ou Crouching Tiger, Hidden Dragon en anglais) est un jeu vidéo d'action-aventure développé par Bergsala Lightweight et Genki et édité en 2003 par ESP et Ubisoft sur PlayStation 2, Xbox, Game Boy Advance. Le jeu est basé sur l'univers du film homonyme de Ang Lee,.